# Hugo Caëtane
Louis Desire Hugo Caëtane (* 3. November 1987) ist ein mauritischer Straßenradrennfahrer.
Hugo Caëtane gewann 2008 das mauritische Eintagesrennen Grand Prix Standard Bank. Bei der nationalen Meisterschaft in Trianon gewann er das Straßenrennen der Eliteklasse. Bei der Afrikameisterschaft 2009 in Namibia belegte Caëtane den 15. Platz im Einzelzeitfahren. In der Saison 2010 konnte er bei der mauritischen Meisterschaft erneut den Titel im Straßenrennen gewinnen.

## Erfolge
2008
- Mauritischer Meister – Straßenrennen

2010
- Mauritischer Meister – Straßenrennen